# Ketleyn Quadros
Ketleyn Lima Quadros (Ceilândia, 1 de octubre de 1987) es una deportista brasileña que compite en judo.
Participó en tres Juegos Olímpicos de Verano entre los años 2008 y 2024, obteniendo dos medallas, bronce en Pekín 2008 y bronce en París 2024. En los Juegos Panamericanos de 2023 consiguió una medalla de bronce.
Ganó seis medallas en el Campeonato Panamericano de Judo entre los años 2008 y 2024.

## Palmarés internacional
| Juegos Olímpicos        | Juegos Olímpicos        | Juegos Olímpicos  | Juegos Olímpicos |
| Año                     | Lugar                   | Medalla           | Categoría        |
| ----------------------- | ----------------------- | ----------------- | ---------------- |
| 2008                    | Pekín (China)           | Medalla de bronce | –57 kg           |
| 2024                    | París (Francia)         | Medalla de bronce | Equipo mixto     |
| Campeonato Mundial      |                         |                   |                  |
| Año                     | Lugar                   | Medalla           | Categoría        |
| 2021                    | Budapest (Hungría)      | Medalla de bronce | Equipo mixto     |
| Juegos Panamericanos    |                         |                   |                  |
| Año                     | Lugar                   | Medalla           | Categoría        |
| 2023                    | Santiago (Chile)        | Medalla de bronce | –63 kg           |
| Campeonato Panamericano |                         |                   |                  |
| Año                     | Lugar                   | Medalla           | Categoría        |
| 2008                    | Miami (Estados Unidos)  | Medalla de bronce | –57 kg           |
| 2013                    | San José (Costa Rica)   | Medalla de bronce | –57 kg           |
| 2014                    | Guayaquil (Ecuador)     | Medalla de bronce | –57 kg           |
| 2020                    | Guadalajara (México)    | Medalla de bronce | –63 kg           |
| 2021                    | Guadalajara (México)    | Medalla de oro    | –63 kg           |
| 2024                    | Río de Janeiro (Brasil) | Medalla de bronce | –63 kg           |